# Miraflores de la Sierra
Miraflores de la Sierra là một đô thị trong Cộng đồng Madrid, Tây Ban Nha. Đô thị này có diện tích 56,56 km², dân số theo điều tra năm 2010 của Viện thống kê quốc gia Tây Ban Nha là 5934 người. Đô thị này nằm ở khu vực có độ cao 1147 mét trên mực nước biển.